# صحراء فاران

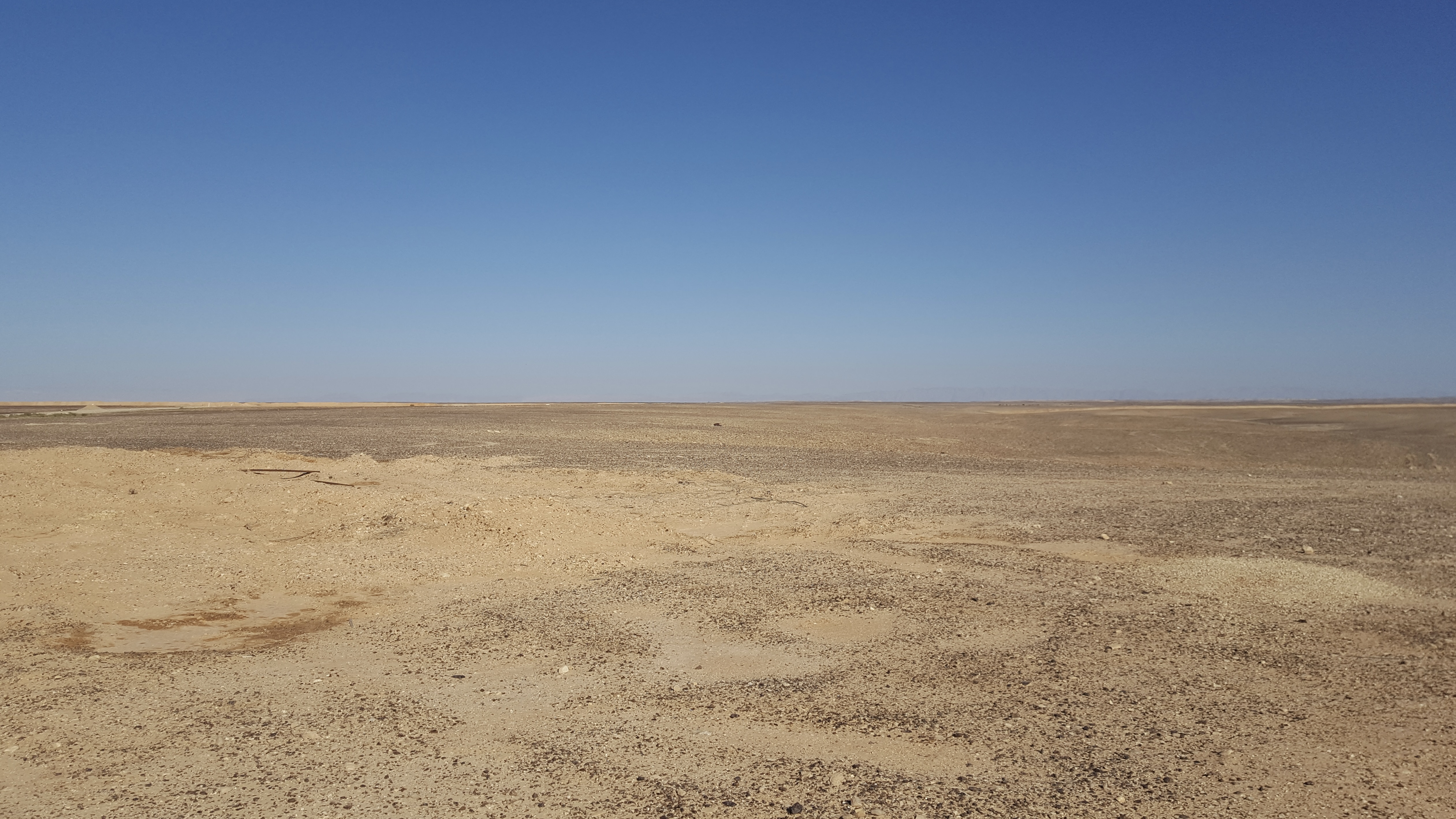

صحراء فاران، أو برية فاران، هي موقع ذكر في الكتاب المقدس (في التوراة والإنجيل), لجأت إليه هاجر مع ابنها إسماعيل، بأمرٍ زوجها النبي إبراهيم. كما ذكر ان الله «تلألأ من جبل فاران». يفسر المسلمون هذه العبارة على انها بشارةً بأن نبيا يخرج من هذا المكان، الذي يرون انه جبل من جبال مكة. في حين يرى المسيحيون ان الامر متعلق باعطاء الشريعة لموسى.

## موضعها الجغرافي
جبال فاران هو اسم لجبال مكة وقد كتب ياقوت الحموي في القرن الثالث عشر أنّ فاران هي مكة، وهي جبال مجاورة للمدينة المنورة. إلا أن اليهود والمسيحيين طرحوا فرضيات بشأن الموقع رافضين الإقرار بأنها مكة، فمنهم من قال أنها في الأردن إلى الجنوب الشرقي من البحر الميت، بالقرب من آثار قوم لوط. وكما قال البعض أنه في وسط شبه جزيرة سيناء بشكل أنها تحيط بجبل حوريب حيث تلقف موسى لوحي الشريعة، وقد قرنوها بذكر سيناء في سفر أشعياء، وكذلك زعمه بأنه يوجد اليوم وادي فيران في سيناء.